# Partido Social Demócrata (Cabo Verde)
El Partido Social Demócrata (portugués: Partido Social Democrático) abreviado como PSD es un partido político centrista caboverdiano que se fundó en 1992 como una escisión de la Unión Caboverdiana Independiente y Democrática (UCID). Tras su fundación ha disputado todas las elecciones parlamentarias desde 1995, pero nunca ha superado el punto porcentual, ubicándose por lo general en último lugar, ni ha conseguido ingresar a la Asamblea Nacional. Es uno de los siete partidos políticos con vigencia legal en el país.

## Resultados electorales
|  | 0.70 % |

|  | 0.45 % |

|  | 0.41 % |

|  | 0.19 % |

|  | 0.10 % |

|  | 0.12 % |